# Praefectus castrorum
De praefectus castrorum (kampprefect) - een primapilaris - stond in het Romeinse leger in voor de verdediging van de castra, het onderhoud ervan en voor haar valetudinarium (een soort van ziekenboeg). Hij kon ook een detachement of legioen aanvoeren indien nodig. Hij werd vaak ook om advies gevraagd, net zoals de centurio's.